# Korsbæk
Korsbæk är en fiktiv stad i den danska TV-serien Matador. Staden ligger på Själland och påminner mycket om författaren Lise Nørgaards hemstad Roskilde. Namnet kommer från de danska städerna Korsør och Holbæk.

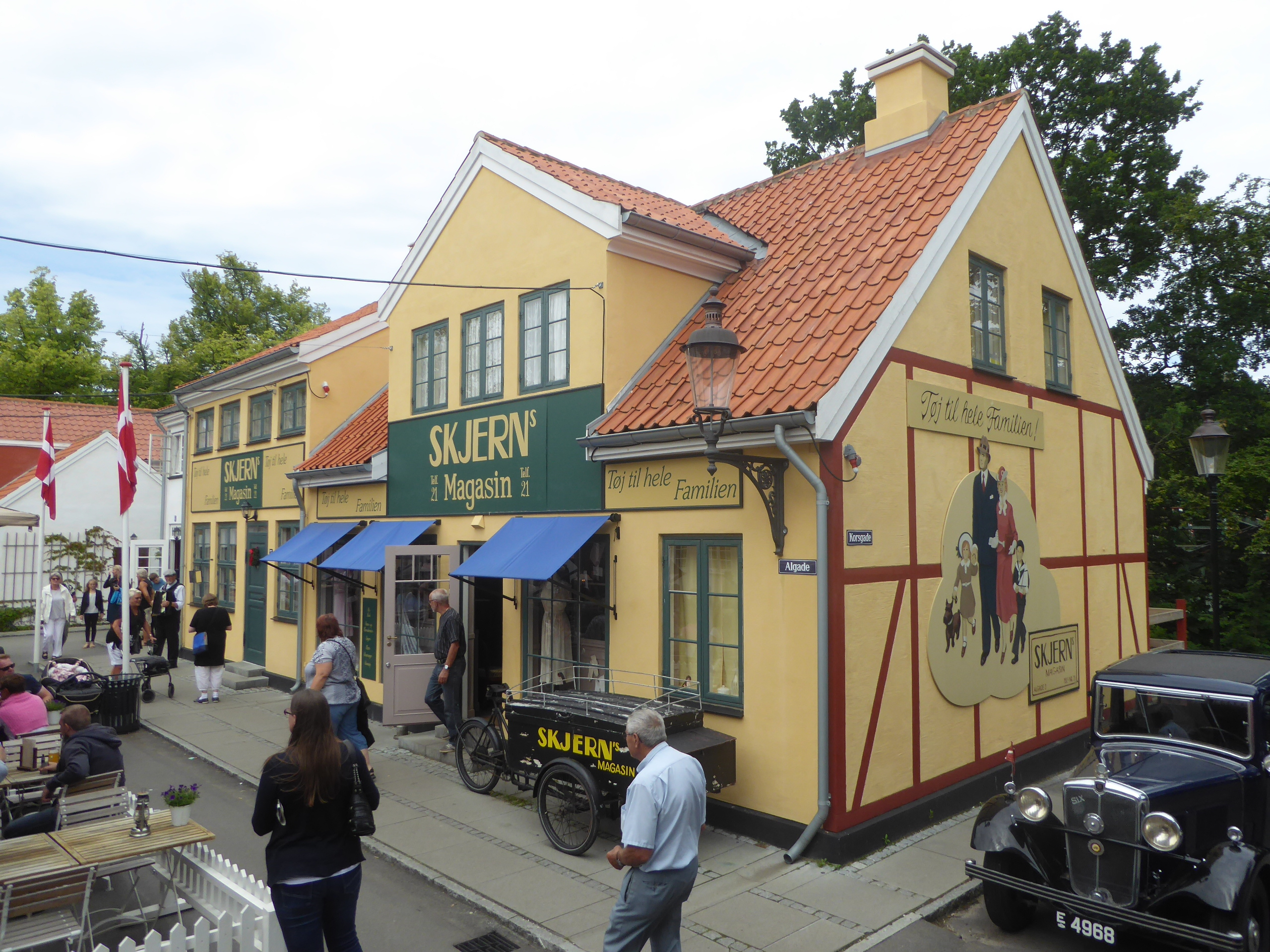
Skjerns magasin i Korsbæk på Dyrehavsbakken.

Stadens stora företag och Korsbæk Bank grundades under 1870-talet. 1929 är staden sovande, tills handelsresanden Mads Andersen-Skjern anländer. Han startar Tøjhuset, som blir Skjerns Magasin(er). 1932 kraschar konkurrenten Damernes Magasin, vars ägare Albert Arnesen dör. Samtidigt bildas Omegnsbanken.
Vintern 2014/2015 byggdes flera av husen i Korbæk upp på Dyrehavsbakken norr om Køpenhamn.